# Tomești (Timiș)
Tomești (in ungherese Tamásd, in tedesco Tomescht) è un comune della Romania di 2244 abitanti, ubicato nel distretto di Timiș, nella regione storica del Banato. 
Il comune è formato dall'unione di 6 villaggi: Baloșești, Colonia Fabricii, Luncanii de Jos, Luncanii de Sus, Românești, Tomești.